# Стіл для пікніка

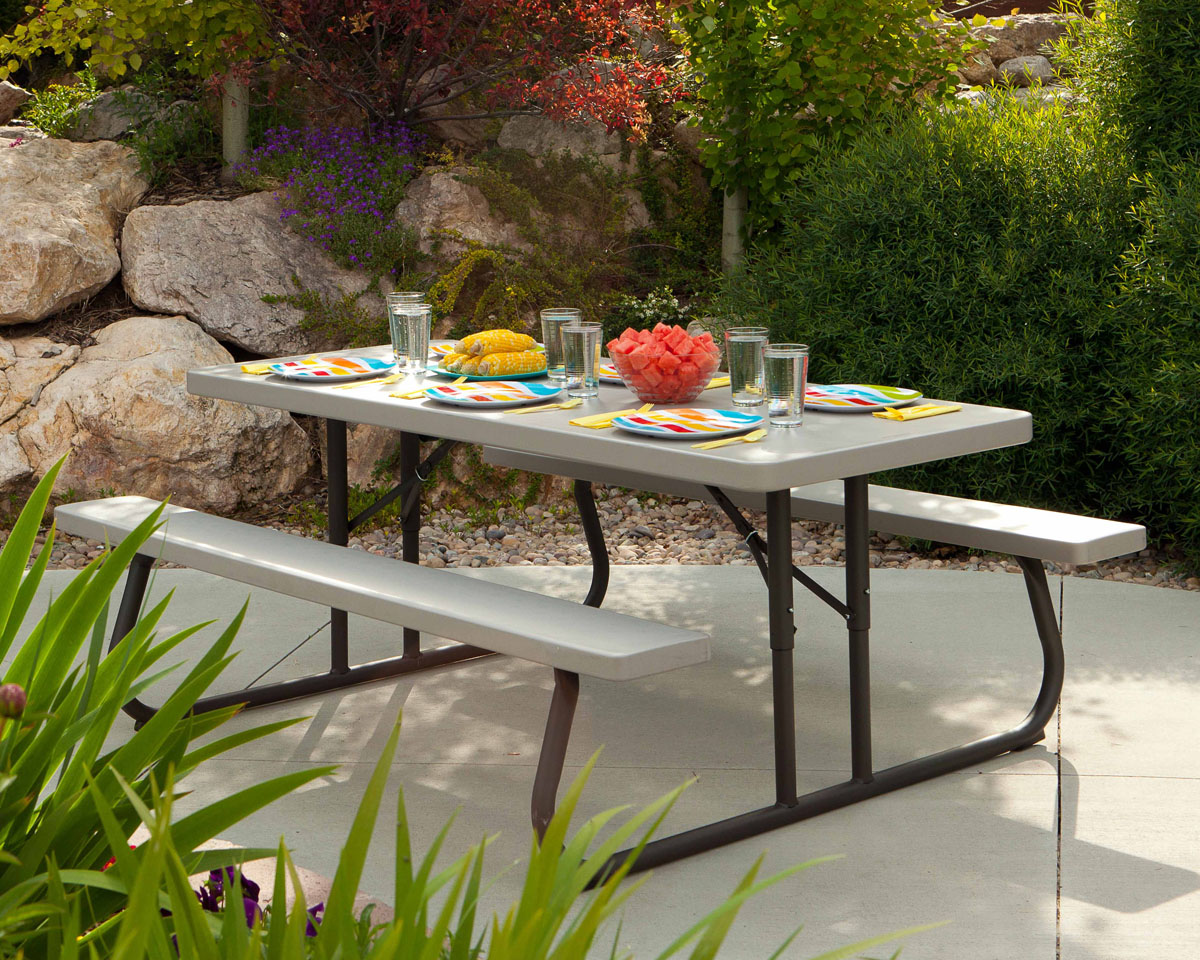
Стіл для пікніка

Стіл для пікніка — стіл з лавками (часто прикріпленими), призначений для споживання їжі на вулиці (пікнікування). 

## Використання

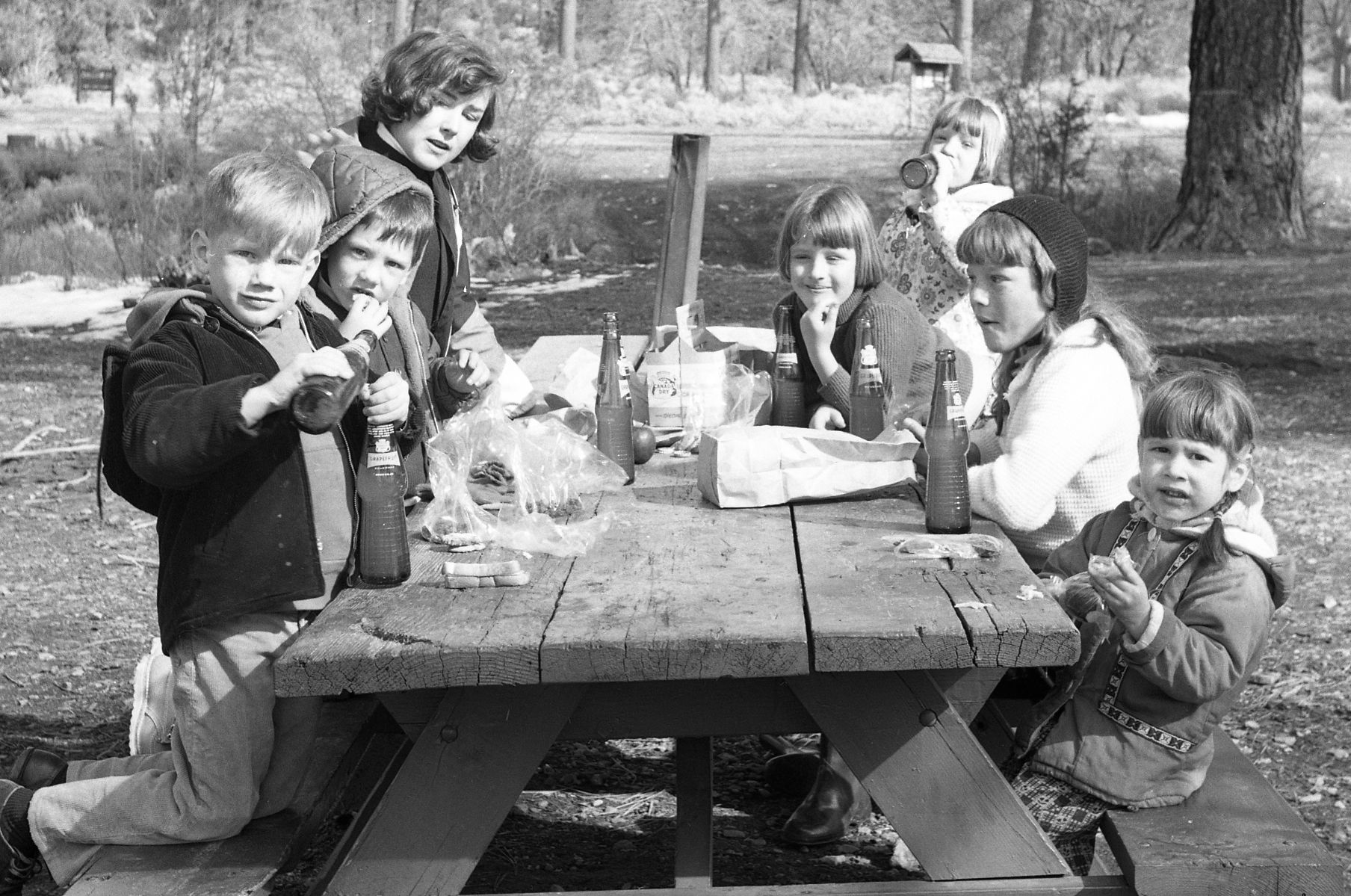
Дерев'яний стіл, приблизно 1964 р.

Столи для пікніка використовують для трапез, відпочинку, занять ремеслами та інших заходів. Столи для пікніка знаходяться на відкритому повітрі у багатьох парках, дворах житлових районів, зонах відпочинку, кемпінгах, парках розваг та багатьох інших місцях. Столи для пікніка також використовуються в приміщенні, коли є потреба мати столи з прикріпленими лавками. Це найчастіше в шкільних їдальнях, громадських центрах та кімнатах для перерв для працівників. Зазвичай такі столи вміщують від шести до восьми людей, хоча існують менші та більші. 

## Різновиди

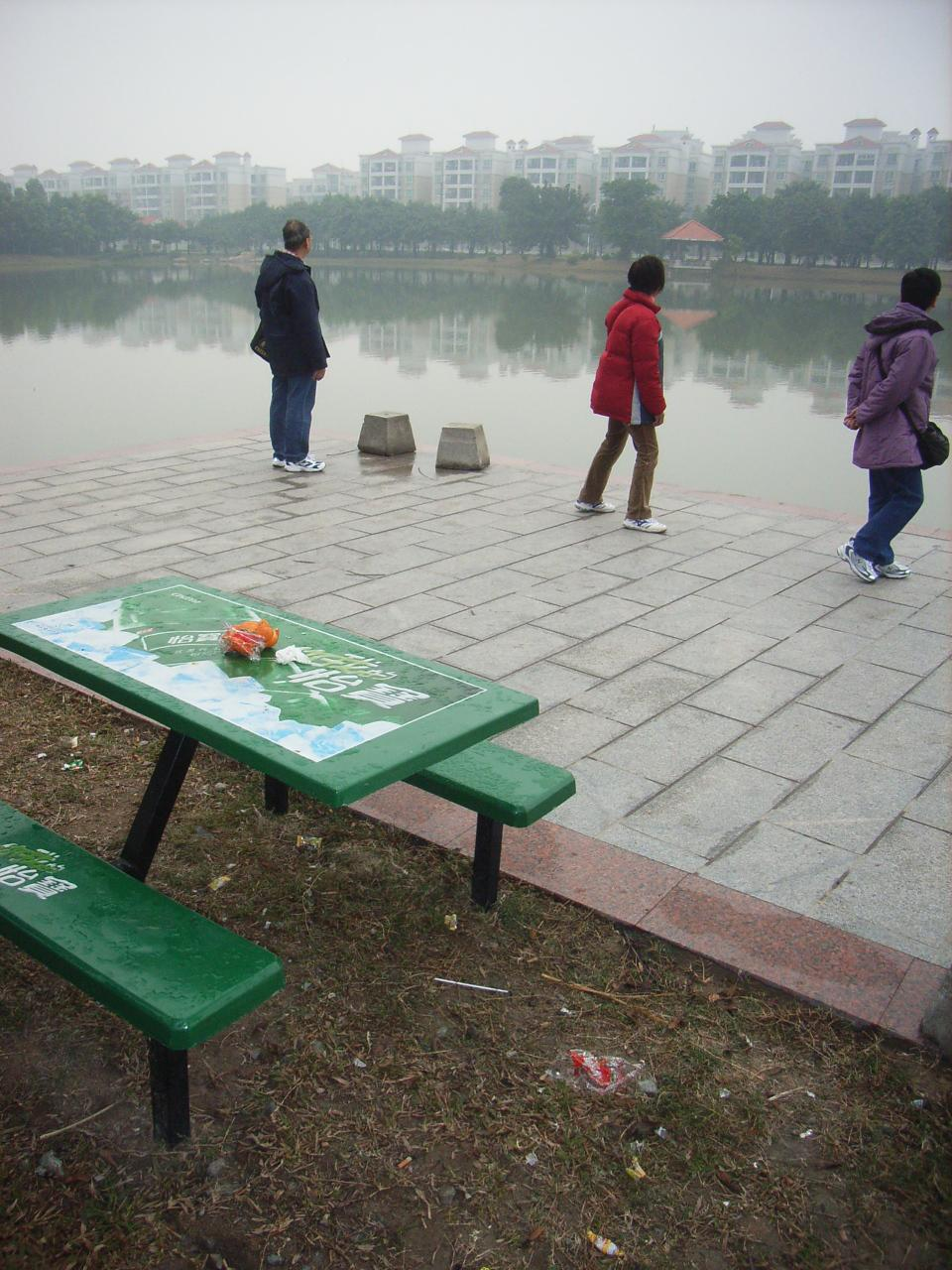
Металевий стіл, 2006р

Столи для пікніка існують вже сотні років з незначними змінами. 
Столи для пікніка традиційно виготовляють з дерева, але сучасні столи часто виготовляють із пластику, бетону чи металу. 

### Дерев'яні столи

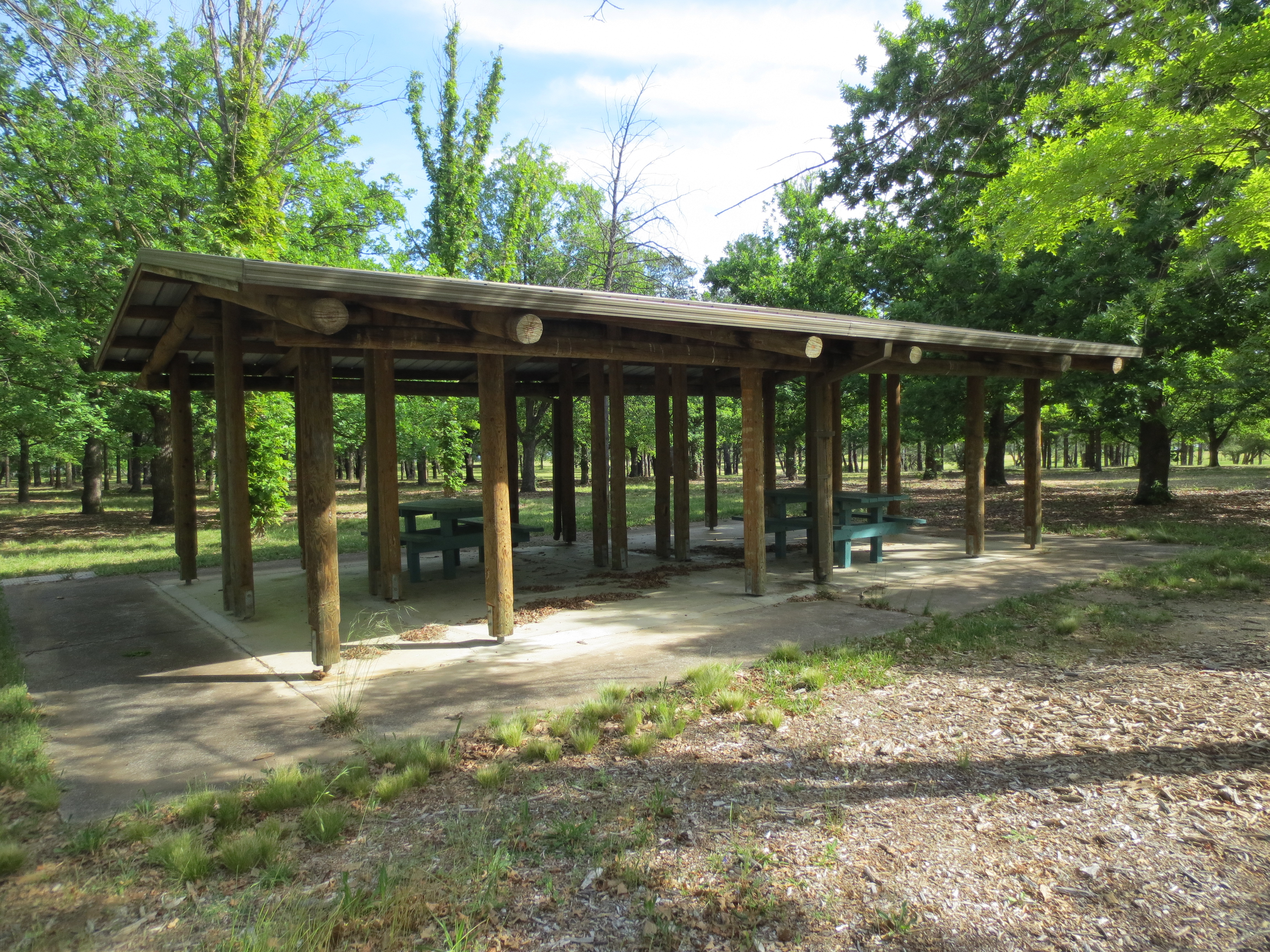
Укриття для пікніка з двома дерев'яними столиками для пікніка в Яррамунді Річ.

Дерев'яні столи будуються за допомогою пиломатеріалів. Захист деревини (морилка, фарба або водовідштовхувач) необхідний для захисту від розтріскування, викривлення або гниття від вологи. Дошки стільниці та лавок кріпляться до рам або брусів за допомогою саморізів або цвяхів. Ніжки можна закріпити за допомогою болтів з гайками та шайбами. 

### Пластикові столи

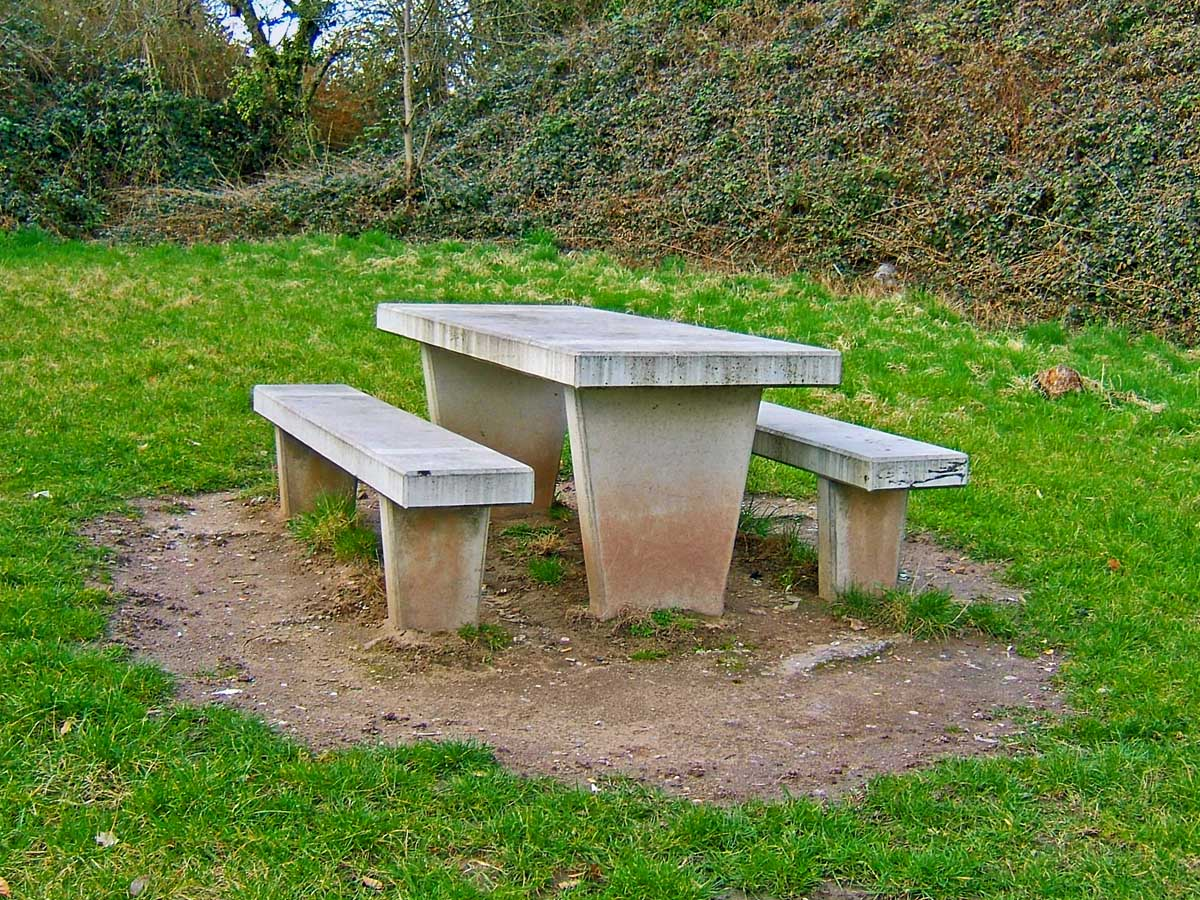
Бетонний стіл, 2008 рік

Пластикові столи для пікніка стають популярнішими, оскільки вони легші, міцніші та дешевші за дерев'яні, і не потребують технічного обслуговування. Також вони мають довший строк служби.

### Металеві столи
Столи для пікніка з металу стають все більш популярними в громадських парках, оскільки вони важкі, міцні і довговічні, і не вимагають багато обслуговування. Металеві столи іноді кріпляться на бетонні колодки, коли є занепокоєння крадіжками.

### Кам'яні та бетонні столи
Столи для пікніка з каменю чи бетону є найбільш довговічними з усіх видів, але потерпають від недоліків високої ціни та немобільності.

### Дитячі столи для пікніка
Дитячі столи для пікніка — це занижені та зменшені столи, призначені для використання до чотирма дітьми. Вони майже завжди зроблені з пластику або дерева, і використовуються для їжі та ігор. 